# Curt Gallenkamp
Curt Gallenkamp, nemški general, * 17. februar 1890, Wesel, † 13. april 1958, Wiesbaden.